# オーダーメイド〜幸せ色の紳士服店〜
『オーダーメイド〜幸せ色の紳士服店〜』（オーダーメイド しあわせいろのしんしふくてん）はNHK総合テレビの『月曜ドラマシリーズ』枠で2004年11月29日から12月27日まで全5話で放送されたテレビドラマ。原作は高梨みどりの漫画『Order-Made』。
円頓寺商店街や博物館明治村など、愛知県名古屋市内や近郊でロケが行われた。

## あらすじ
幼いころからの夢であったテーラーになりたい…。家業の「テーラー楠」を継ぐと決心した主人公・花梨であったが、父は依然大反対。男性社会の仕立て業で苦労をさせたくないという親心だったが、どうしても花梨は店を継ぎたかった。それは父の仕事を見ていて幼いころからの夢だったから。そして、跡継ぎの弟が事故死した責任が自分にあったため。父や仕事仲間、ライバル、そして来店する客との交流を得て、花梨は成長していく。

## キャスト
楠 花梨（くすのき かりん） - 上原美佐 （少女時代・小池彩夢）
20歳のテーラー見習い。子供のころから父の働く姿を見て、テーラーを目指す。反対する父親を認めさせようと日々努力している。
楠広（くすのき ひろし） - 長塚京三
花梨の父親にして、「テーラー楠」を創業した腕利きのテーラー。元は有名老舗テーラー「錦糸館」の名職人であったが、社長と対立し退職した。仕事第一の頑固職人。テーラーの世界を知り抜いているため、女性が入り込む余地は無いと、花梨が店を継ぐのを猛反対する。
楠 由子（くすのき ゆうこ） - 竹下景子
花梨の母親。仕事第一の広を陰で支える良き妻。性格はとても明るいが、事故で亡くした一人息子と同名の隼人の登場で心を乱される。
茂田満（しげた みつる） - 徳井優
「テーラー楠」の職人。花梨を応援する。
楠木 隼人（くすのき はやと） - 海東健
死んだ弟と、読みは同じで漢字が一字違うだけの同姓同名。将来有望の野球選手だったが怪我で退団を余儀なくされる。営業の仕事に就くためスーツを作りに「テーラー楠」を訪れ、花梨の初めての客になる。
錦 清晴（にしき きよはる） 柏原収史
広が以前勤めていた「錦糸館」の3代目。紳士服オーダーメイド業界を改革しようという理想を持っている。花梨のことは最初は歯牙にもかけなかったがやがて実力を認め、ライバルと看做すようになる。
幸子 - 原沙知絵
第2・3話に登場。開店間近のチョコレート店の店長で元ホステス。花梨に店の制服を依頼するが、オーナーは「錦糸館」へ制服を発注することになり、コンペが開催されることに。
五井 重彦（いつい しげひこ） - 丹波哲郎
五井財閥の会長。身に着けるものにうるさい。「錦糸館」時代から広の腕を高く評価している。
原田 賢次（はらだ けんじ） - 津嘉山正種
第1・4話に登場。五井会長の運転手。会長の仕立てと同時にコートを依頼する。花梨に自分のコートを依頼する。
錦 清一郎（にしき いちろう） - 黒部進
第1・3・4・5話に登場。「錦糸館」のオーナーであり、清晴の父。広と対立した。
尾川（おがわ） - 市村正親
第5話に登場。有名な陶芸家。尾川の亡き恩師と同じ燕尾服を、尾川に仕立てるという課題が、業界団体「つばめ倶楽部」に「テーラー楠」加盟の条件として出された。
福友満寿夫 - 木村庄之助

## スタッフ
- 原作：高梨みどり「Order-Made」
- 脚本：戸田山雅司
- 演出：西谷真一（第1回・第2回）、吉永証（第3回・第5回）、藤井靖（第4回）
- プロデュース：銭谷雅義
- 音楽：千住明

## テーマ曲
- エンディングテーマ：「ビルを見下ろす屋上で」作詞・作曲・歌：矢井田瞳

## サブタイトル
1. じゃじゃ馬テーラー志願 （2004年11月29日放送）
2. 弟の生まれ変わり? （2004年12月6日放送）
3. 華麗なるお客様 （2004年12月13日放送）
4. 人生を包みこむコート （2004年12月20日放送）
5. 狭き門より入れ （2004年12月27日放送）